# Вольфганг Роттманн
Вольфганг Роттманн (нім. Wolfgang Rottmann; нар. 15 березня 1973, Альтенмаркт-ім-Понгау, Австрія) — колишній австрійський біатлоніст, чемпіон світу з біатлону 2000 року в індивідуальній гонці, учасник Олімпійських ігор та призер етапів кубка світу з біатлону. Під час Олімпійських ігор 2006 року був викритий у вживані допінгу і дискваліфікований.

## Виступи на Олімпійських іграх
| Рік  | Місце проведення | Інд | Спр | Пр  | МС | Ест |
| 1998 | Нагано           | 26  | 39  |     |    | 11  |
| 2002 | Солт-Лейк-Сіті   |     | 5   | 6   |    | 6   |
| 2006 | Турин            |     | DSQ | DSQ |    |     |

## Виступи на чемпіонатах світу
| Рік  | Місце проведення | Інд | Спр | Пр | МС | Ест | ЗМ |
| 1997 | Брезно-Осрбліє   | 63  |     |    |    | 10  |    |
| 1998 | Поклюка          |     | 35  |    |    |     |    |
| 1999 | Контіолахті      |     | 21  | 36 |    | 9   |    |
| 1999 | Осло             | 59  |     |    |    |     |    |
| 2000 | Осло             | 1   | 11  | 33 | 5  |     |    |
| 2000 | Лахті            |     |     |    |    | 9   |    |
| 2001 | Поклюка          | 12  | 24  | 21 | 30 |     |    |
| 2003 | Ханти-Мансійськ  | 58  | 22  | 21 |    | 8   |    |
| 2004 | Обергоф          | 11  | 20  | 12 | 30 | 9   |    |
| 2005 | Гохфільцен       | 20  | 55  | 21 | 19 | 3   |    |

## Кар'єра в Кубку світу
- Дебют в кубку світу — 13 січня 1996 року в спринті в Антхольці — 64 місце.
- Перше попадання в залікову зону — 11 грудня 1997 року в індивідуальній гонці в Естерсунді — 6 місце.
- Перший подіум — 5 грудня 1999 року в естафеті в Гохфільцені — 1 місце.
- Перша перемога — 5 грудня 1999 року в естафеті в Гохфільцені — 1 місце.

## Загальний залік в Кубку світу
- 1997–1998 — 37-е місце
- 1998–1999 — 27-е місце (100 очок)
- 1999–2000 — 10-е місце (304 очки)
- 2000–2001 — 32-е місце (159 очок)
- 2001–2002 — 37-е місце (112 очок)
- 2002–2003 — 28-е місце (186 очок)
- 2003–2004 — 30-е місце (154 очки)
- 2004–2005 — 19-е місце (249 очки)
- 2005–2006 — 33-е місце (145 очок)

## Статистика стрільби
| № п/п | Сезон     | Загальна         | Індивідуальна гонка | Спринт         | Гонка переслідування | Мас-старт      | Естафета       |
| ----- | --------- | ---------------- | ------------------- | -------------- | -------------------- | -------------- | -------------- |
| 1     | 2005-2006 | 78,9 % (198/251) | 75,0 % (30/40)      | 78,3 % (47/60) | 85,0 % (85/100)      | 65,0 % (26/40) | 90,9 % (10/11) |